# Juan Carlos Ferrando Jiménez
Juan Carlos Ferrando Jiménez (Tavernes de la Valldigna, 25 de maig de 1965) és un exfutbolista valencià, que ocupava la posició de migcampista. És germà de l'entrenador de futbol César Ferrando Jiménez.

## Trajectòria
Va debutar a primera divisió a la temporada 91/92, a les files de l'Albacete Balompié, tot i que només participa en tres partits. Abans, entre 1989 i 1991, havia militat a la Segona Divisió amb el Llevant UE.